# Правителство на Ингрида Шимоните
Правителството на Ингрида Шимоните (на литовски: Ingridos Šimonytės ministrų kabinetas) е 18-ото правителство на Литва под ръководството на министър-председателката Ингрида Шимоните от Съюза на Отечеството. Тя е одобрена с мнозинство от 62 гласа „за“ срещу 10 „против“ в 141-местния парламент. Съставено е от 14 министри и представлява коалиция между политическите формации „Съюз за Отечеството – Литовски християнски демократи“, Либерално движение и Партия на свободата.

## История
През нощта на втория тур на парламентарните избори в Литва през 2020 г., след като повечето от резултатите са преброени, е обявено вероятното формиране на дясноцентристка коалиция между Съюза на Отечеството, Либералното движение и Партията на свободата. На 9 ноември е обявено, че дясноцентристките партии успешно подписват коалиционно споразумение и 18-ият кабинет на Литва ще бъде ръководен от номинирания от Съюза на Отечеството независим кандидат Ингрида Шимоните.
На 24 ноември 2020 г. тя е номинирана за министър-председател от Сейма на Литва, а нейният кабинет е назначен от президента на 7 декември 2020 г. На 11 декември правителствената програма е одобрена, с което кабинетът официално встъпва в длъжност.

## Състав
На 18 ноември 2020 г. министър-председателят Ингрида Шимоните обявява предварително своя кабинет, който ще се състои 14 делегирани министри, 2 от Либералното движение, 3 от Партията на свободата и 9 от Съюза на Отечеството.
| Позиция                                     | Портрет | Име                    | Партийна принадлежност или подкрепа | Партийна принадлежност или подкрепа                                          | Период             | Период              |
| Позиция                                     | Портрет | Име                    | Партийна принадлежност или подкрепа | Партийна принадлежност или подкрепа                                          | встъпил в длъжност | напуснал длъжността |
| ------------------------------------------- | ------- | ---------------------- | ----------------------------------- | ---------------------------------------------------------------------------- | ------------------ | ------------------- |
| Министър-председател                        |         | Ингрида Шимоните       |                                     | Съюз за Отечеството – Литовски християнски демократи                         | 11 декември 2020   | настоящ             |
| Министър на земеделието                     |         | Кестутис Навицкас      |                                     | Съюз за Отечеството – Литовски християнски демократи                         | 11 декември 2020   | настоящ             |
| Министър на културата                       |         | Симонас Кайрис         |                                     | Либерално движение                                                           | 11 декември 2020   | настоящ             |
| Министър на икономиката и иновациите        |         | Аушрине Армонайте      |                                     | Партия на свободата                                                          | 11 декември 2020   | настоящ             |
| Министър на образованието, науката и спорта |         | Юргита Шюгждинене      |                                     | Съюз за Отечеството – Литовски християнски демократи                         | 11 декември 2020   | 23 май 2023         |
| Министър на образованието, науката и спорта |         | Гинтаутас Якщас        |                                     | независим, подкрепен от Съюз за Отечеството – Литовски християнски демократи | 4 юли 2023         | 10 април 2024       |
| Министър на образованието, науката и спорта |         | Моника Навицкене       |                                     | Съюз за Отечеството – Литовски християнски демократи                         | 11 април 2024      | настоящ             |
| Министър на енергетиката                    |         | Дайниус Крейвис        |                                     | Съюз за Отечеството – Литовски християнски демократи                         | 11 декември 2020   | настоящ             |
| Министър на околната среда                  |         | Симонас Гентвилас      |                                     | Либерално движение                                                           | 11 декември 2020   | настоящ             |
| Министър на финансите                       |         | Гинтаре Скайсте        |                                     | Съюз за Отечеството – Литовски християнски демократи                         | 11 декември 2020   | настоящ             |
| Министър на външните работи                 |         | Габриелиус Ландсбергис |                                     | Съюз за Отечеството – Литовски християнски демократи                         | 11 декември 2020   | настоящ             |
| Министър на здравеопазването                |         | Арунас Дулкис          |                                     | независим, подкрепен от Съюз за Отечеството – Литовски християнски демократи | 11 декември 2020   | настоящ             |
| Министър на вътрешните работи               |         | Агне Билотайте         |                                     | Съюз за Отечеството – Литовски християнски демократи                         | 11 декември 2020   | настоящ             |
| Министър на правосъдието                    |         | Евелина Доброволска    |                                     | Партия на свободата                                                          | 11 декември 2020   | настоящ             |
| Министър на националната отбрана            |         | Арвидас Анушаушкас     |                                     | Съюз за Отечеството – Литовски християнски демократи                         | 11 декември 2020   | 25 март 2024        |
| Министър на националната отбрана            |         | Лауринас Кашчунас      |                                     | Съюз за Отечеството – Литовски християнски демократи                         | 26 март 2024       | настоящ             |
| Министър на социалното осигуряване и труда  |         | Моника Навицкене       |                                     | Съюз за Отечеството – Литовски християнски демократи                         | 11 декември 2020   | настоящ             |
| Министър на транспорта и съобщенията        |         | Мариус Скуодис         |                                     | независим, подкрепен от Партия на свободата                                  | 11 декември 2020   | настоящ             |